# Avenue des Terroirs-de-France
Avenue des Terroirs-de-France är en gata i Quartier de Bercy i Paris tolfte arrondissement. Gatans namn är av oklart ursprung. Avenue des Terroirs-de-France börjar vid Quai de Bercy 92 och slutar vid Rue Baron-Le-Roy 70.

## Bilder
| - Gatuskylt. - Notre-Dame-de-la-Nativité de Bercy. - Parc de Bercy. - Bercy Village. |

## Omgivningar
- Notre-Dame-de-la-Nativité de Bercy
- Parc de Bercy
- Bercy Village
- Cour du Ponant
- Cour Saint-Émilion
- Passage Saint-Émilion
- Passage Saint-Vivant
- Rue des Pirogues-de-Bercy
- Passage Dubuffet
- Rue Lheureux
- Rue de Libourne
- Rue des Mâconnais
- Rue de Thorins

## Kommunikationer
- Tunnelbana – linje  – Cour Saint-Émilion
- Busshållplats Terroirs de France – Paris bussnät

### Webbkällor
- ”Avenue des Terroirs-de-France”. Mairie de Paris. https://web.archive.org/web/20160303171124/http://www.v2asp.paris.fr/commun/v2asp/v2/nomenclature_voies/Voieactu/9182.nom.htm. Läst 8 oktober 2023.
- ”Avenue des Terroirs-de-France (12ème arrondissement)”. Les rues de Paris. https://web.archive.org/web/20190927034048/http://www.parisrues.com/rues12/paris-12-avenue-des-terroirs-de-france.html. Läst 8 oktober 2023.